# Улица Мулланура Вахитова (Казань)
Улица Мулланура Вахитова (сокр. Улица Вахитова) — магистральная улица, расположенная большей своей частью на территории Кировского района города Казани, соединяющая кратчайшим образом Ново-Савиновский, Московский и Кировский районы города Казани.

## Наименование
Улица названа постановлением Совета Министров ТАССР от 06.08.1985 № 418 и решением горисполкома г. Казани от 21.08.1985 № 809 в честь Мулланура Муллазяновича Вахитова (10 августа 1885 — 19 августа 1918) — татарского революционера и общественно-политического деятеля.

## Малое Казанское кольцо

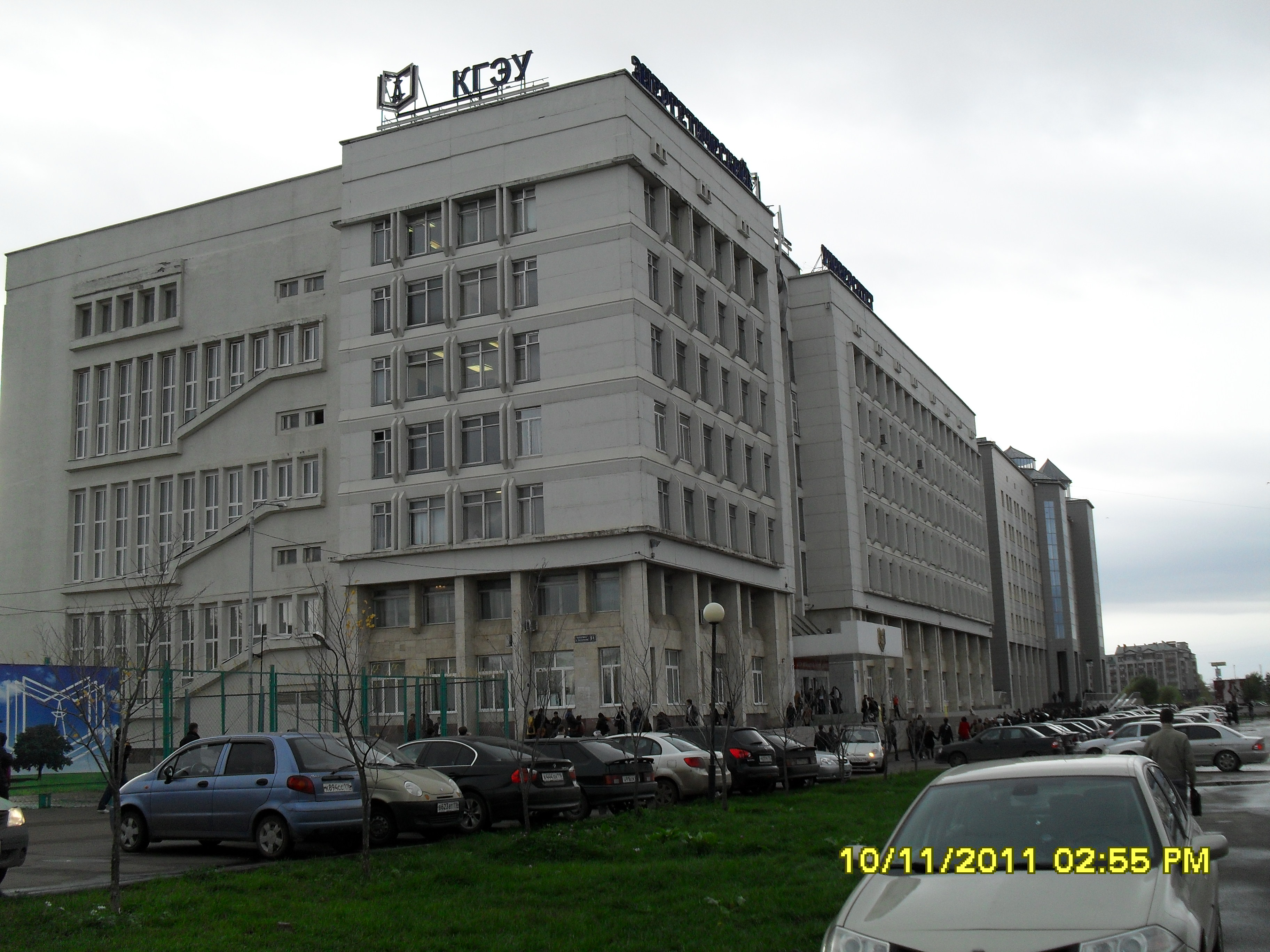
Энергетический университет

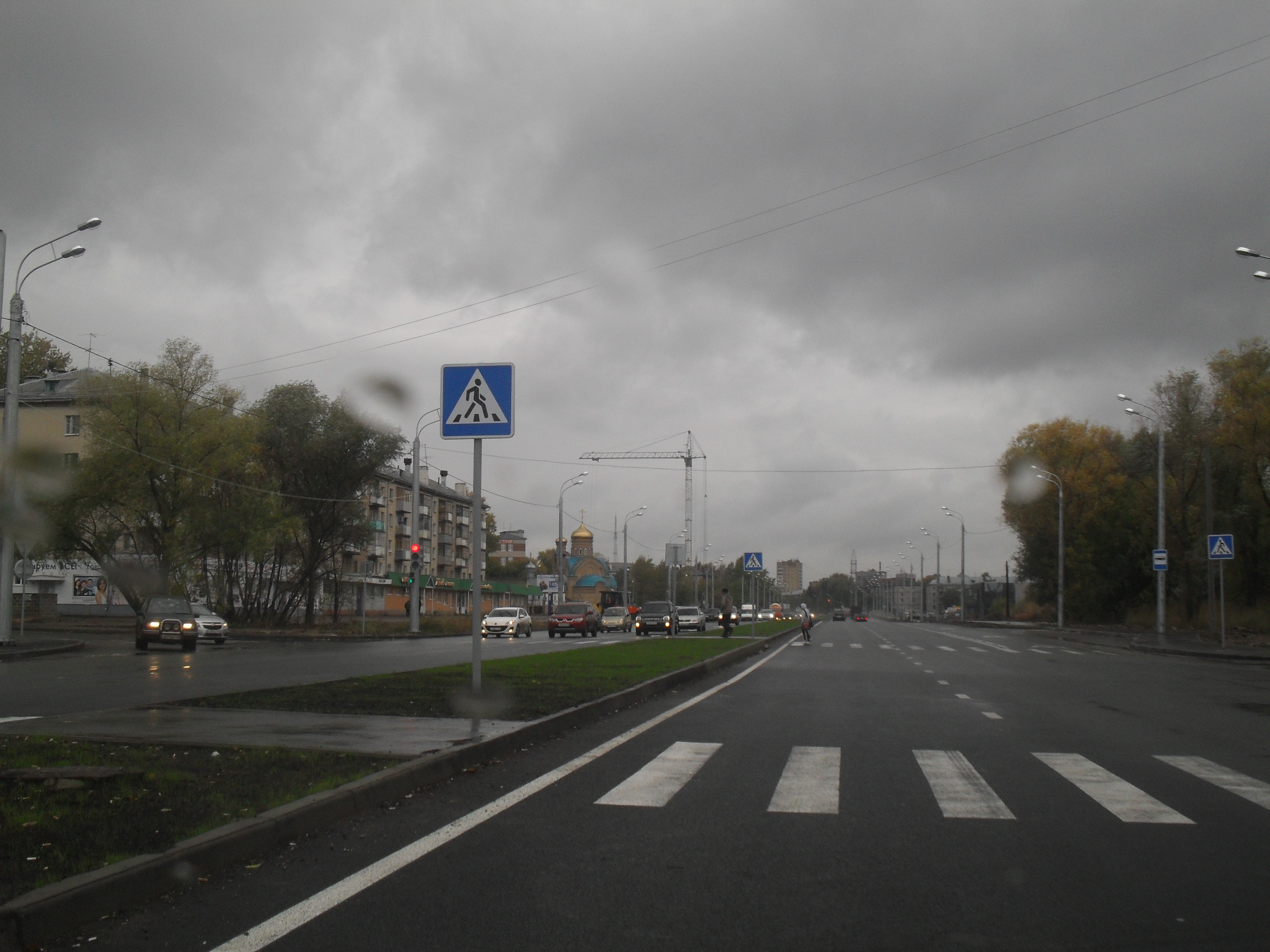
Улица Мулланура Вахитова (новый участок)

Улица входит в состав Малого казанского кольца, являясь продолжением улицы Чистопольская.

## Расположение

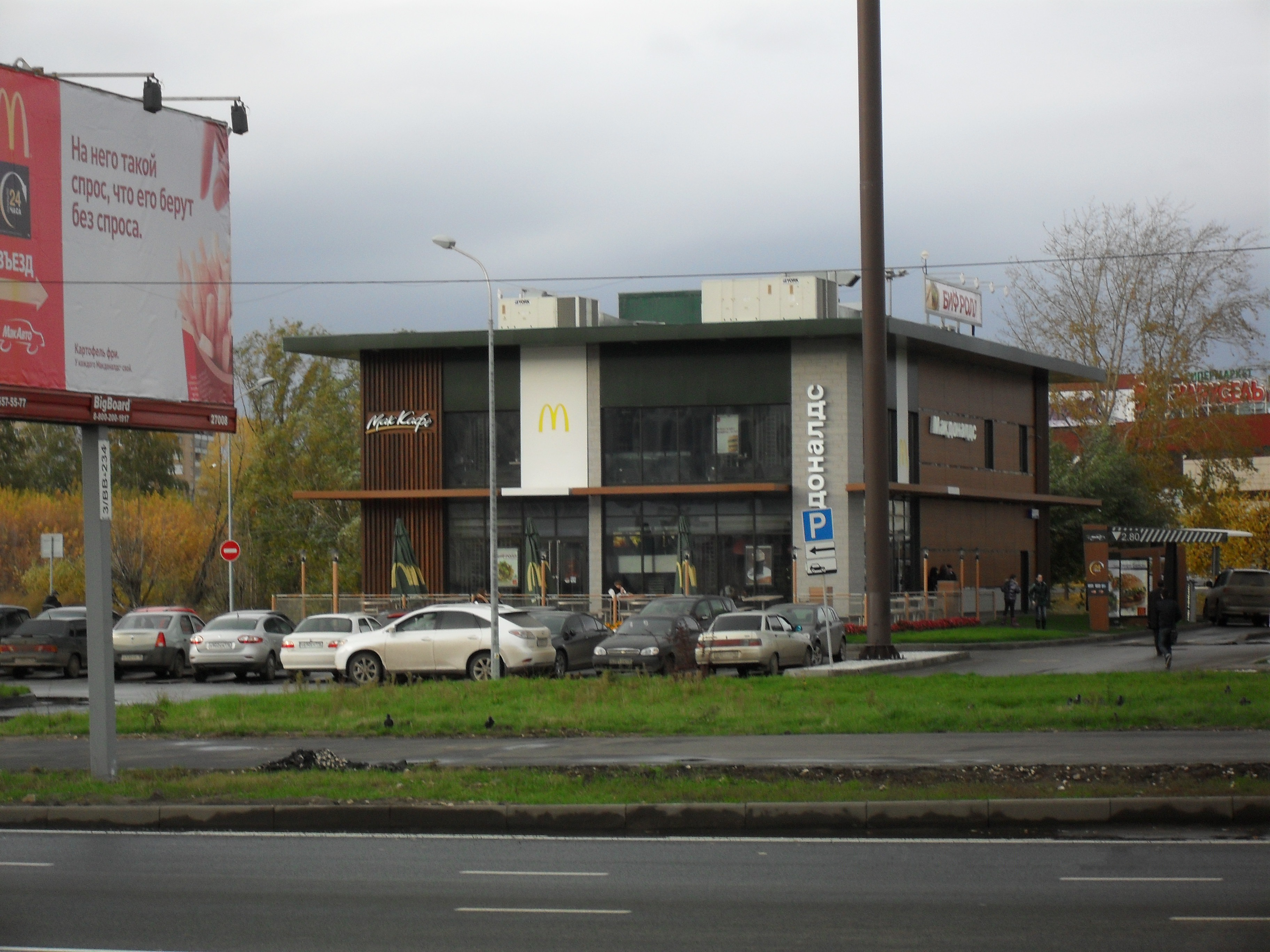
Макдональдс на улице Вахитова

Улица Вахитова имеет шесть полос для движения (по три полосы в каждом направлении) и располагается на территории Кировского и Московского района Казани, от пересечения с улицами Декабристов, Чистопольская, Ибрагимова, до пересечения с улицами Краснококшайская, Баруди, Деловая, пересекая Большое Казанское кольцо, представленное улицей Большая Крыловка.

## История
Долгое время существовал небольшой участок будущей улицы Вахитова между улицами Декабристов и Красносельской. К 1972 году этот участок получил продолжение с поворотом на юг до места, где сейчас находится Энергетический университет. В 1977 и 1980 годах на туристских картах и схемах изображалась как Чистопольская. В 1987 и 1988 годах построены соответственно корпуса 2 и 3 дома № 5 проекта 1-528КП-80ЭК. На схеме городского транспорта 1988 года улица отсутствует.
В начале 2000-х начата реконструкция улицы, её начали расширять и вести строительство в сторону Кировского района. Основные работы велись в районе дома № 5, строились дома 8 и 10, заложено новое здание энергоуниверситета, дом 51 корпуса Д, Е, Ж. К 2004 году для нужд улицы был снесён дом 26 по улице Баженова, тогда же заложен гипермаркет Metro. В 2007 году текущая реконструкция была завершена.

### Реконструкция и строительство 2009—2011 годов

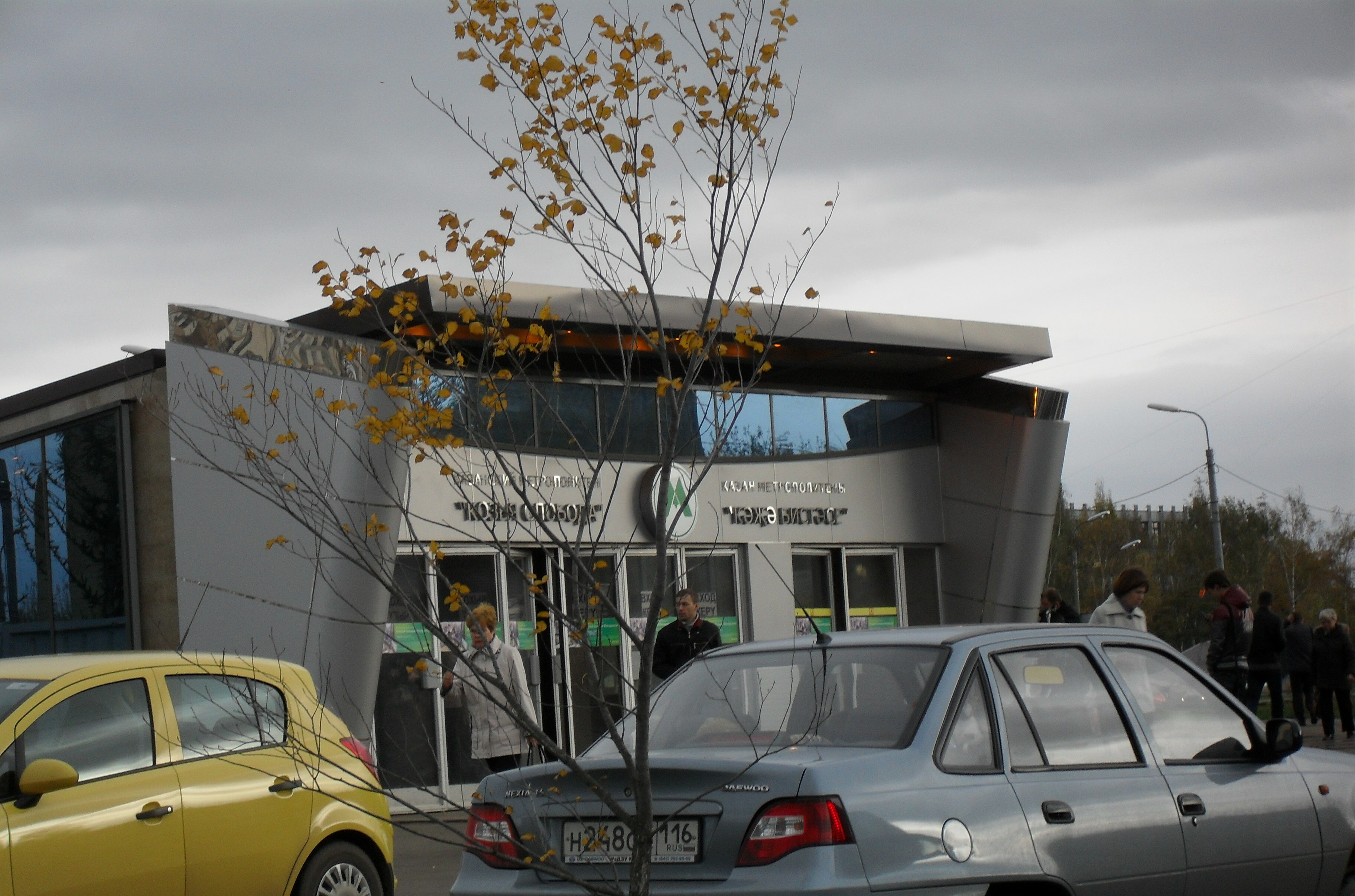
Вход на станцию «Козья Слобода»

До 2009 года, улица Вахитова была гораздо короче своего настоящего состояния, упираясь в частный сектор и переходя в улицу Ягодинская. Однако, в 2009—2010 годах улицы Вахитова и Большая Крыловка были подвергнуты глобальной реконструкции, частный сектор в данном микрорайоне был практически весь снесен. В результате чего данные улицы были пересечены между собой, а улица Вахитова была продлена до пересечения с улицами Краснококшайская, Баруди, Деловая, путём строительства нового магистрального участка дороги, который был открыт для движения в сентябре 2011 года. В результате строительства нового участка улицы Вахитова, была частично поглощена проезжая часть улицы Краснококшайская, а также разделена на две части проезжая часть улицы Поперечно-Базарная, ныне перпендикулярно пересекающая улицу Вахитова.

## Транспорт
По транспортной реформе 2007 года, предполагалось прохождение 2-х автобусных маршрутов — 13 (с конечной остановкой у Энергетического университета) и 79. 13 маршрут был официально закрыт в марте 2008 года, по состоянию на октябрь 2012 года 79 маршрут также не ходил.
С 28 декабря 2012 года по улице запущен троллейбусный маршрут № 1: «Горьковское Шоссе — Проспект Амирхана».

## Объекты, расположенные на улице
- Ресторан быстрого питания «Макдоналдс»  — Вахитова, д.1
- Станция метро «Козья Слобода» — слева по ходу движения на пересечении с улицей Декабристов
- Казанский Государственный Энергетический Университет — слева по ходу движения на пересечении с улицей Декабристов.
- Гипермаркет METRO CASH&CARRY — Вахитова, 8.
- № 5к3 — жилой дом Казанского вертолётного производственного объединения.[6]

## Интересные факты
- В Казани есть также Вахитовский район, памятник Вахитову на площади Тукая и площадь Вахитова.